# Бадяриха
Бадя́риха (якут. Бадьаариха) — река в Якутии, правый приток Индигирки.

## Общие сведения
Длина — 545 км, площадь бассейна — 12 200 км². Берёт начало на северо-восточных склонах Момского хребта. Течёт по Абыйской низменности, окаймляя с запада Алазейское плоскогорье. В верхнем течении имеет горный характер, ниже — равнинный. В нижнем течении река чрезвычайно извилиста, в пойме много озёр-стариц. Кроме стариц, в бассейне реки много других мелких озёр. Питание главным образом снеговое и дождевое. Главные притоки: Огороха (Гороха), Орто-Тирехтях, Анты, Камчатка.

## Данные водного реестра
По данным государственного водного реестра России и геоинформационной системы водохозяйственного районирования территории РФ, подготовленной Федеральным агентством водных ресурсов:
- Бассейновый округ — Ленский
- Речной бассейн — Индигирка
- Речной подбассейн — отсутствует
- Водохозяйственный участок — Индигирка от впадения реки Момы до водомерного поста Белая Гора

## Палеонтология
Разнообразная мамонтовая фауна, включая мумию котёнка саблезубой кошки Homotherium latidens — одну из немногих находок этого вида из верхнего плейстоцена Евразии, — обнаружена в горизонте Едома в локации Бадяринское на этой реке.